# Маражо
Маражо (порт. Ilha de Marajó) — найбільший річковий острів планети (хоча на північному сході омивається Атлантичним океаном) й найбільший острів Бразилії. Розміщений у дельті річки Амазонка в штаті Пара.

## Географія
Площа острова 40 100 км², що робить його 35 островом у світі за площею. Рельєф острова низовинний. Хоча його північно-східна берегова лінія омивається Атлантичним океаном (що часто ставить під сумнів його лідерство серед найбільших річкових островів планети), потік води з Амазонки настільки великий, що море біля її гирла абсолютно прісне на значній відстані від берега.
Острів лежить у субекваторіальному кліматичному поясі майже безпосередньо на екваторі.. Влітку переважають екваторіальні повітряні маси, взимку — тропічні. В літні місяці вітри дмуть від, а взимку до екватора. Сезонні амплітуди температури повітря незначні, зимовий період ненабагато прохолодніший за літній. У літньо-осінній період з морів та океанів можуть надходити тропічні циклони. У віддалених від моря частинах острова взимку може бути сухіший сезон.
У центрі острова велике озеро Арарі, рівень води в якому дуже залежить від пори року.

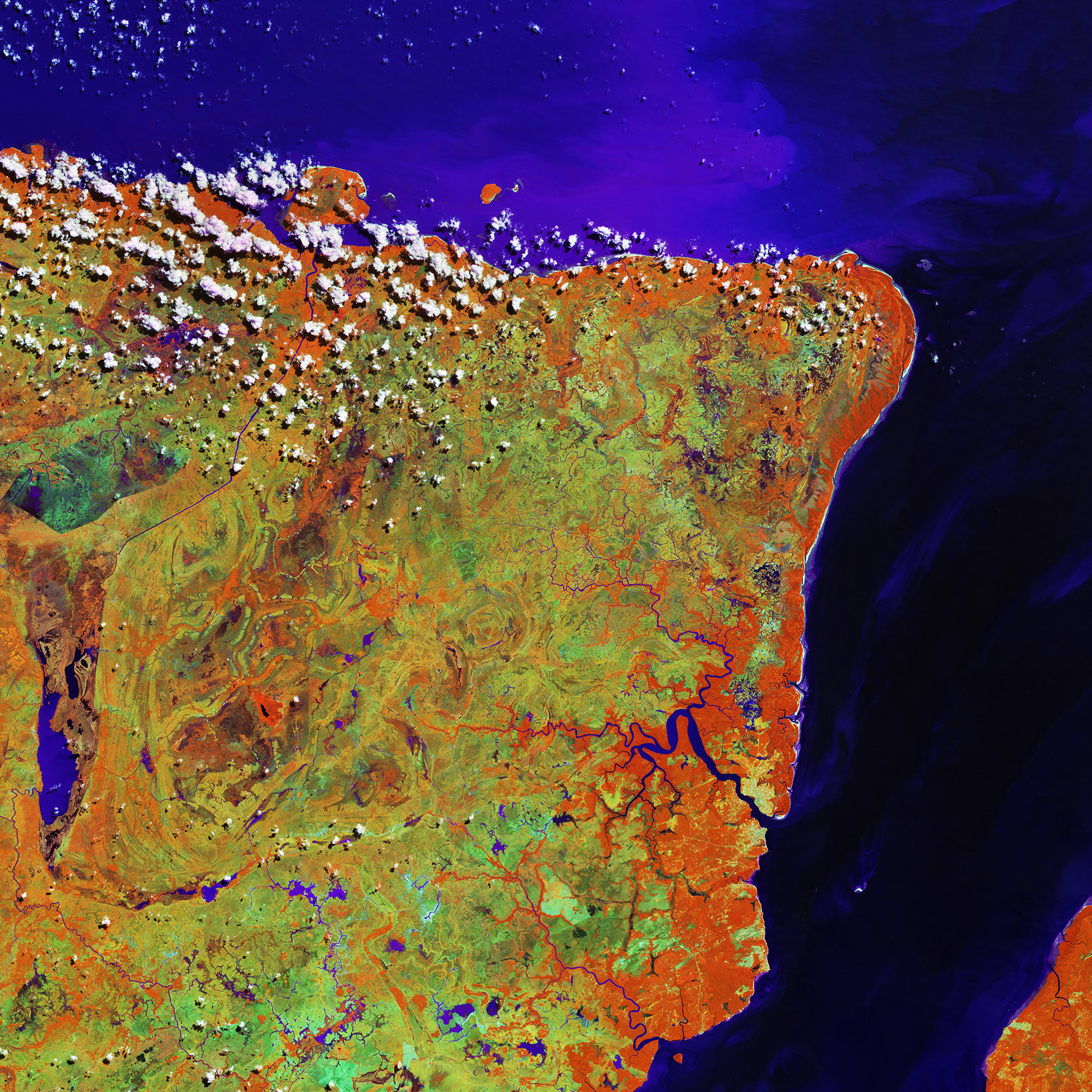
Супутниковий знімок східної частини острова, 2017 рік
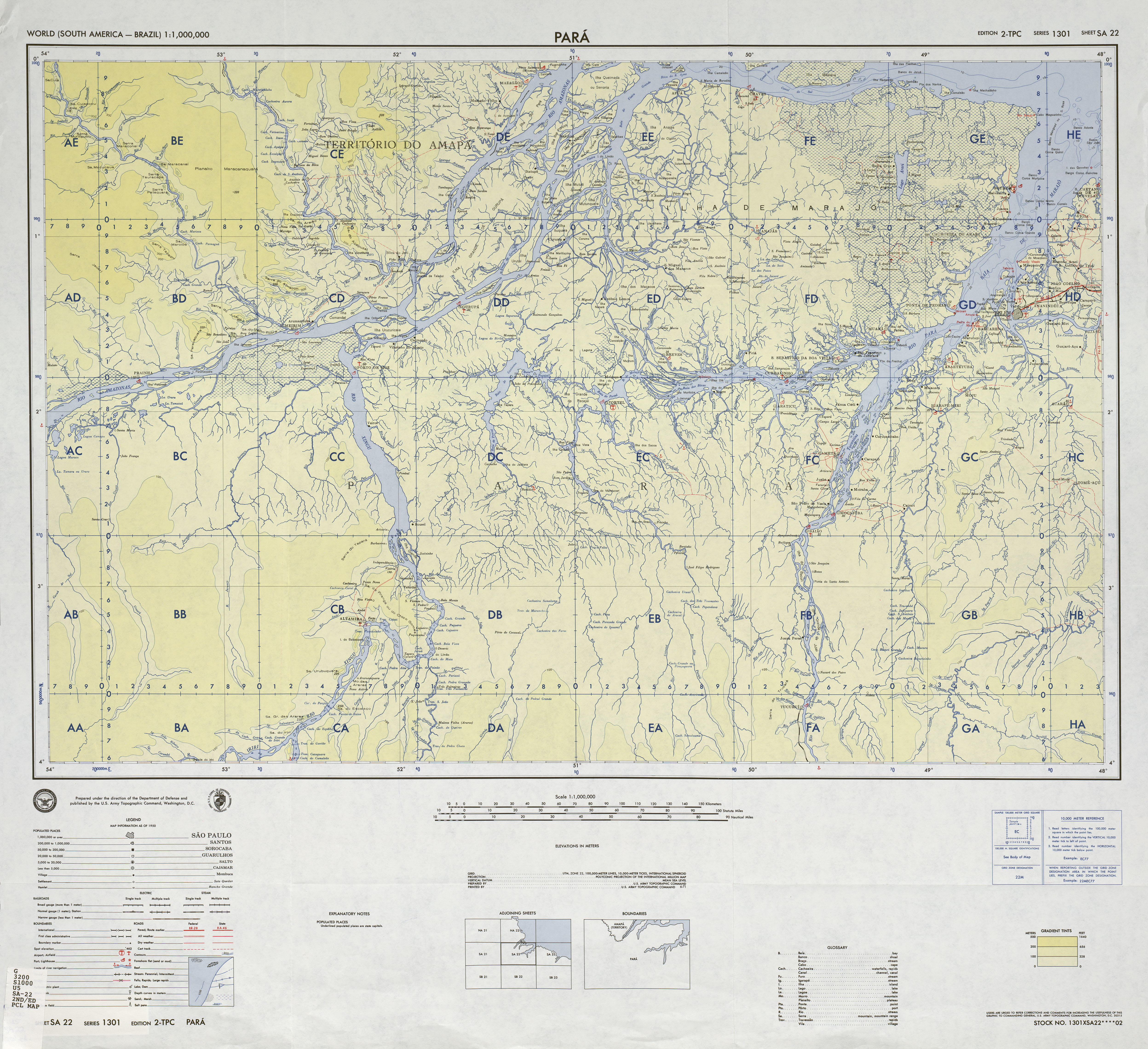
Топографічна карта острова. Para SA-22 1 : 1 000 000 (англ.)

З рослинності на острові превалює саванна формація. На узбережжі заболочені мангрові ліси (помаранчевий).

## Історія
Острів Маражо відомий археологічною культурою Маражоара, яка існувала на ньому у 600—1300 роках.
Цікавий факт: під час епідемії грипу 1918—1919 років, відомої як «іспанка», Маражо був єдиною значною населеною територією, де не було зареєстровано жодного випадку хвороби.

## Населення
Населення острова у 2015 році становило 533 397 осіб, найбільше місто Бревіс — 99 080 осіб (2016). Велике місто Белен розташоване на південь від острова, через південну протоку Амазонки (відому як річка Пара).

## Господарство
На острові розвинене сільське господарство з численними плантаціями та тваринницькими комплексами — фазендами. Головною свійською твариною на острові виступає інтродукований водяний буйвіл (Bubalus bubalis), поголів'я якого перевищує кількість людського населення острова.